# Heinrich Bruns
Ernst Heinrich Bruns (n. 4 septembrie 1848 la Berlin - d. 23 septembrie 1919 la Leipzig) a fost un matematician și astronom german, care a adus contribuții și în domeniul geodeziei teoretice.

## Biografie
În perioada 1872 - 1873, a fost calculator la Observatorul Astronomic din Pulkovo.
Între anii 1873 și 1876, a fost profesor adjunct la Observatorul din Dorpat.
în perioada 1876 - 1882, a fost profesor de matematică la Berlin, iar în 1882 - 1919 a fost directorul Observatorului Astronomic din Leipzig.

## Contribuții științifice
Bruns s-a ocupat mai mult de mecanica cerească, a cercetat forma Pământului și a studiat mai multe corpuri cerești.
A scris câteva studii despre teoria probabilităților.
A creat o nouă teorie despre interpolarea materialului statistic, bazat pe polinoamele lui Cebîșev.

## Scrieri
- 1875: Über die Perioden der elliptischen Integrale erster und zweiter Ordnung
- 1878: Die Figure der Erde
- Über die Integrale des Vielkörper
- 1906: Wahrscheinlichkeitsrechnung und Kolletionslehre.